# R̆
Cette page contient des caractères spéciaux ou non latins. S’ils s’affichent mal (▯, ?, etc.), consultez la page d’aide Unicode.
R̆ (minuscule : r̆), ou R bref, est une lettre latine utilisée dans la romanisation ISO 15919 du népalais. Elle est composée de la lettre R diacritée d’une brève.

## Utilisation
- Dans la romanisation ISO 15919 de la devanagari, r̆ représente la consonne ऱ्.

## Représentations informatiques
Le R bref peut être représenté avec les caractères Unicode suivants :
- décomposé (latin de base, diacritiques) :

| formes    | représentations | chaînes de caractères | points de code | descriptions                                |
| --------- | --------------- | --------------------- | -------------- | ------------------------------------------- |
| capitale  | R̆               | R◌̆                    | U+0052 U+0306  | lettre majuscule latine r diacritique brève |
| minuscule | r̆               | r◌̆                    | U+0072 U+0306  | lettre minuscule latine r diacritique brève |